# Campionati mondiali di ginnastica moderna 1975
I VII Campionati mondiali di ginnastica moderna si sono svolti a Madrid, in Spagna, dal 13 al 16 ottobre 1975.
Furono l'ultima edizione ad usare la denominazione campionati mondiali di ginnastica moderna.
Vennero boicottati dai paesi del Patto di Varsavia in segno di protesta contro la Spagna franchista.

## Risultati
| Evento                          | Oro                                                                | Argento                                                          | Bronzo                                  |
| Individuale (cerchio)           | Mitsuru Hiraguchi Giappone / Carmen Riscsher Germania Ovest 18,400 | --                                                               | María Jesús Alegre Spagna 18,250 19,150 |
| Individuale (clavette)          | Christiana Rosenberg Germania Ovest 18,600                         | María Jesús Alegre Spagna / Carmen Rischer Germania Ovest 18,500 | --                                      |
| Individuale (nastro)            | Carmen Rischer Germania Ovest 18,950                               | Christiana Rosenberg Germania Ovest 18,900                       | Begoña Blasco Spagna 18,450             |
| Individuale (palla)             | Christiana Rosenberg Germania Ovest 18,600                         | Carmen Rischer Germania Ovest 18,300                             | María Jesús Alegre Spagna 18,250        |
| Individuale (concorso completo) | Carmen Rischer Germania Ovest 37,100                               | Christiana Rosenberg Germania Ovest 36,700                       | María Jesús Alegre Spagna 36,350        |
| Concorso a squadre              | Italia 36,950                                                      | Giappone 36,600                                                  | Spagna 36,050                           |

## Medagliere
| Pos. | Nazione        | Oro | Argento | Bronzo | Totale |
| 1    | Germania Ovest | 5   | 4       | 0      | 9      |
| 2    | Giappone       | 1   | 1       | 0      | 2      |
| 3    | Italia         | 1   | 0       | 0      | 1      |
| 4    | Spagna         | 0   | 1       | 5      | 6      |